# Baliospermum solanifolium
Baliospermum solanifolium är en törelväxtart som först beskrevs av Johannes Burman, och fick sitt nu gällande namn av Suresh. Baliospermum solanifolium ingår i släktet Baliospermum och familjen törelväxter. Inga underarter finns listade i Catalogue of Life.

## Bildgalleri

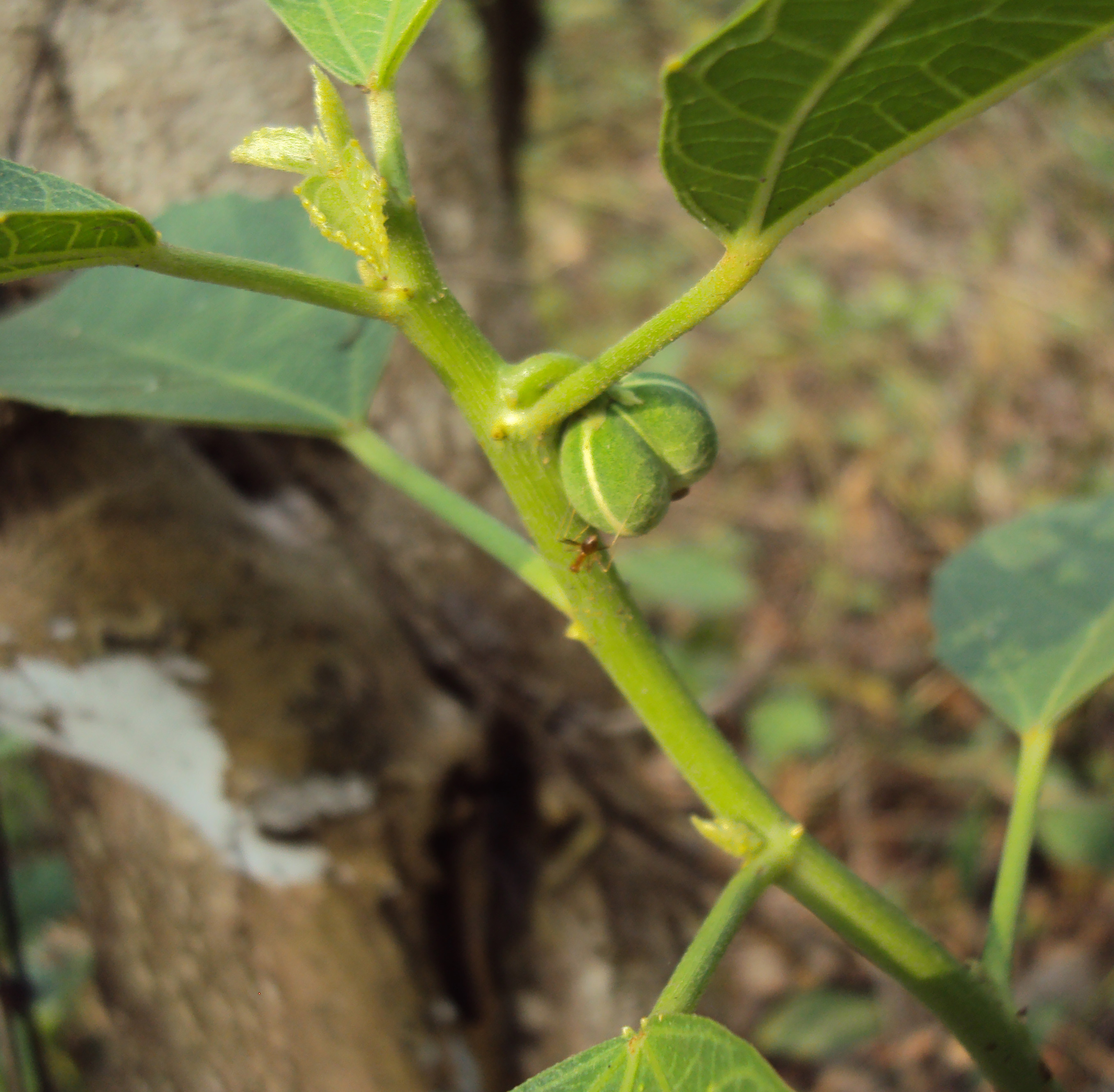
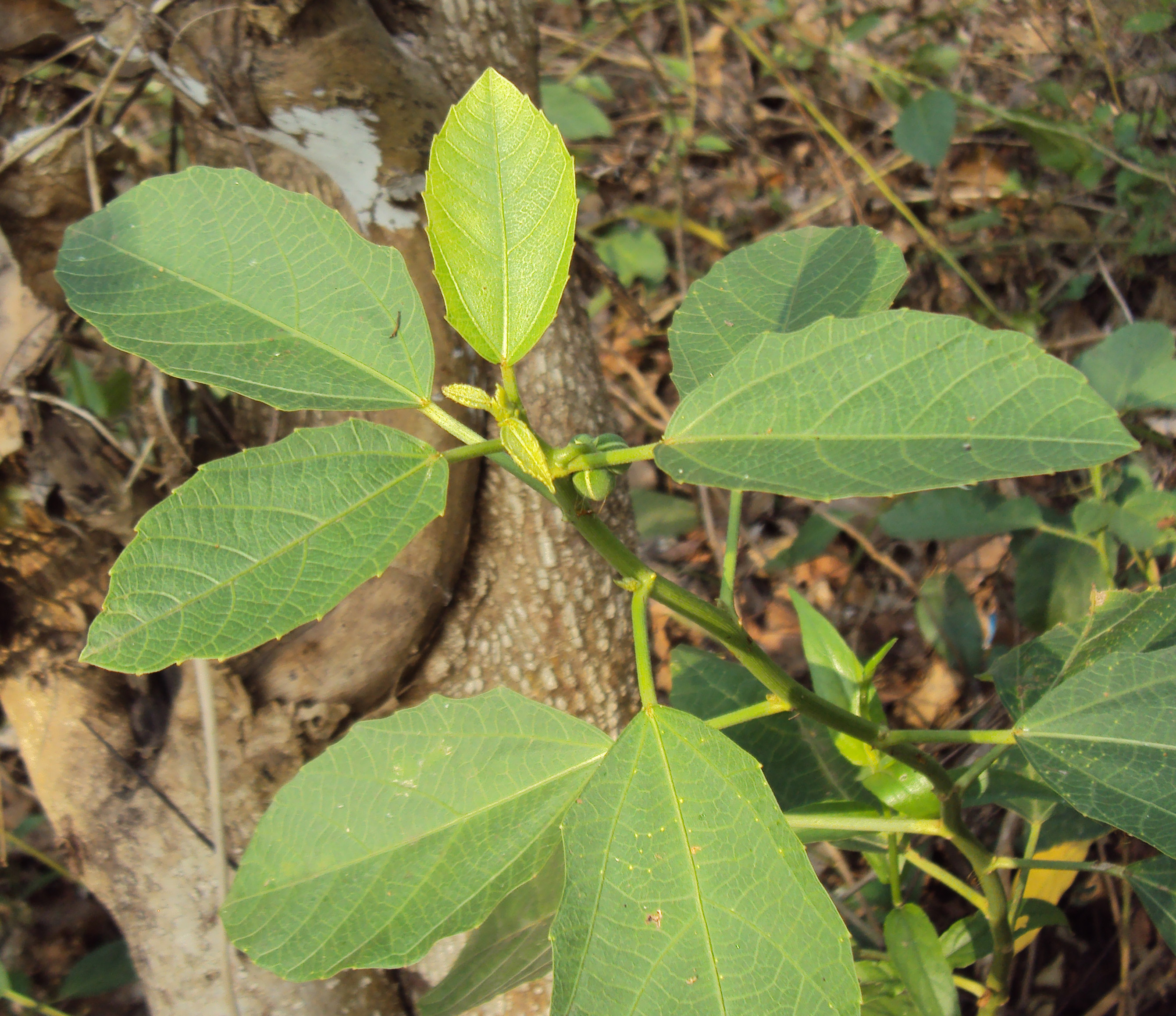
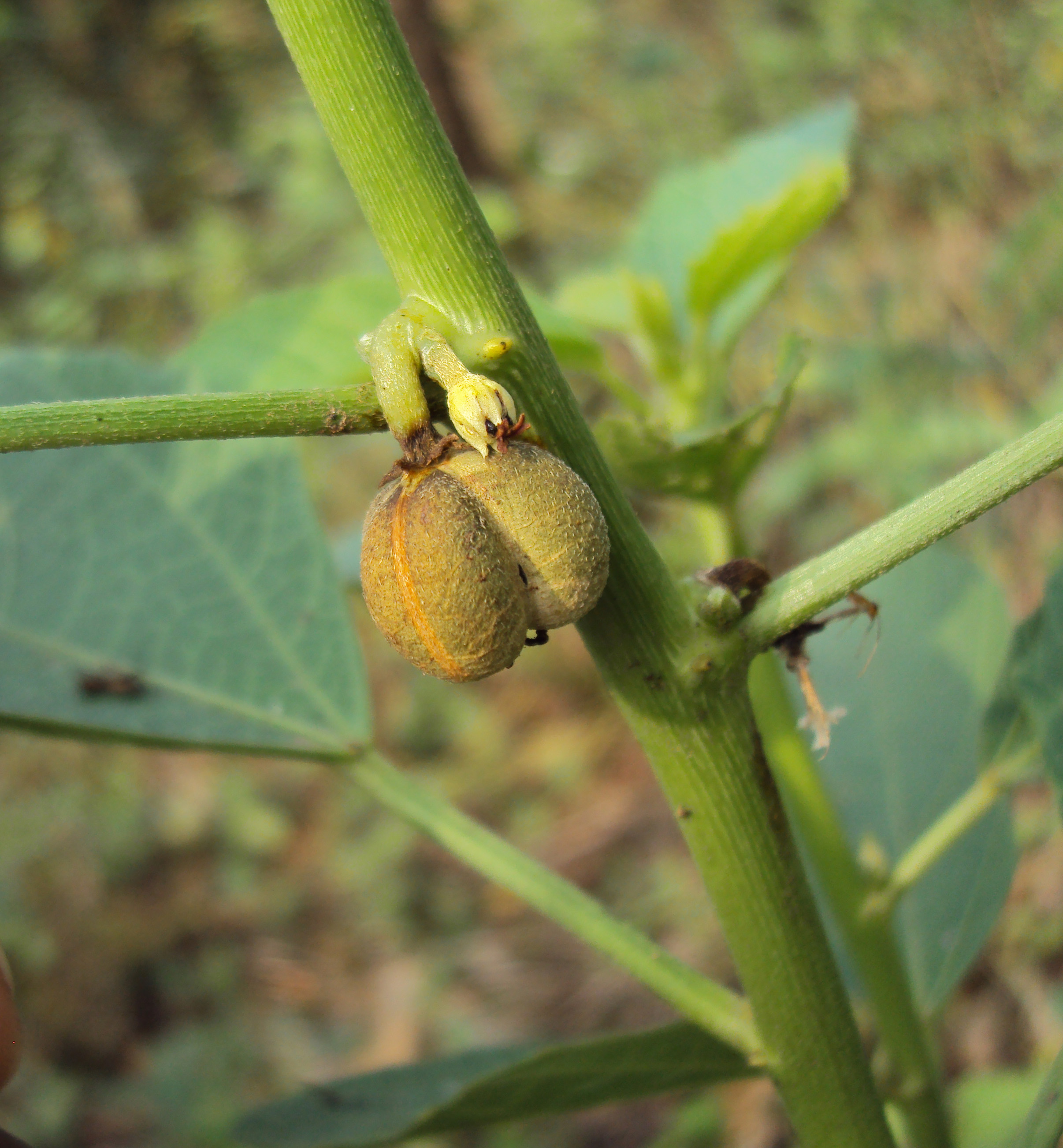
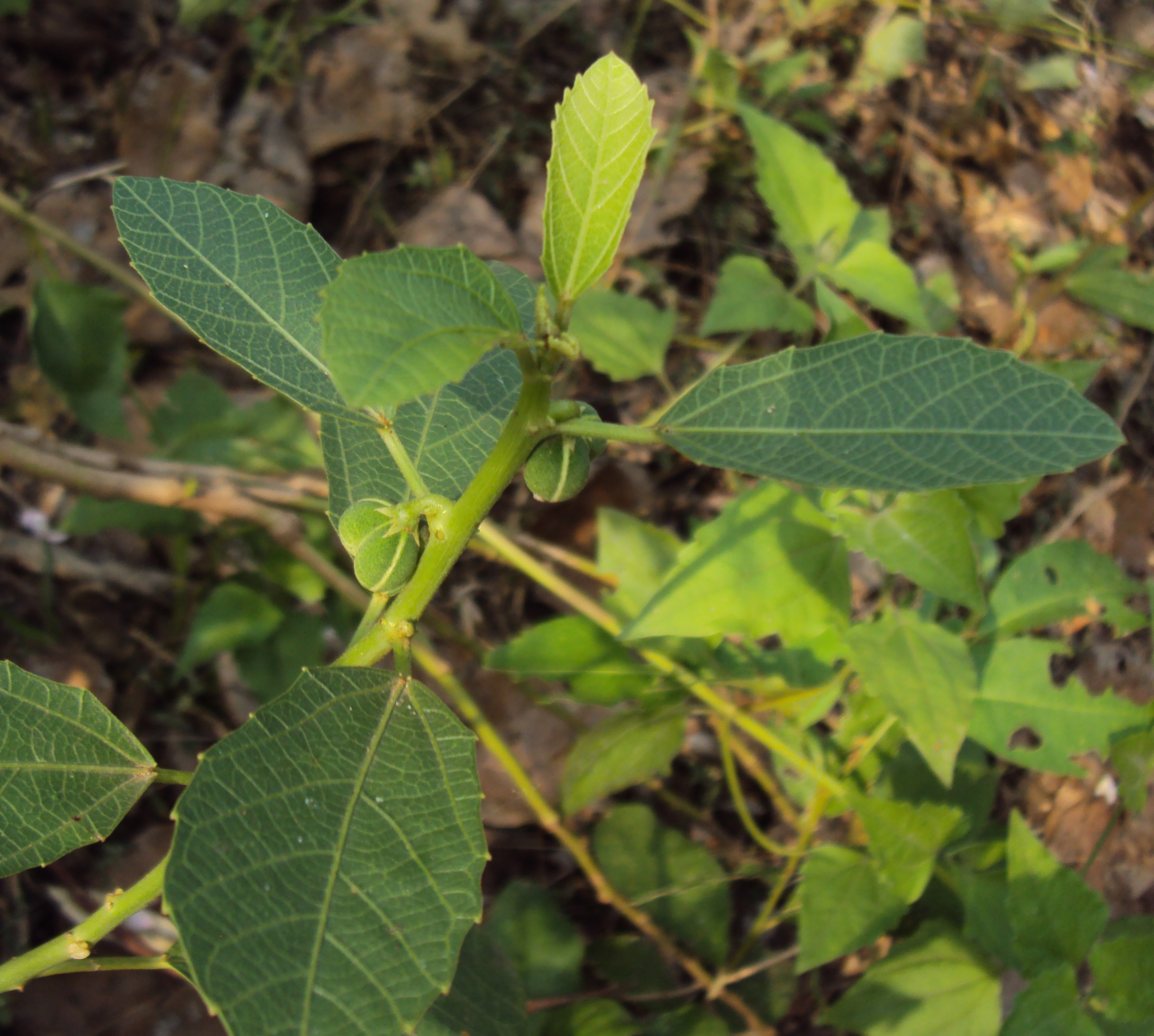